# Krusznik
Krusznik – wieś w Polsce, położona w województwie podlaskim, w powiecie augustowskim, w gminie Nowinka.
Wieś duchowna położona była w końcu XVIII wieku w powiecie grodzieńskim województwa trockiego. W latach 1975–1998 miejscowość administracyjnie należała do województwa suwalskiego.

## Części wsi
| SIMC    | Nazwa  | Rodzaj     |
| ------- | ------ | ---------- |
| 0762951 | Zakąty | przysiółek |

## Historia
Według spisu powszechnego z 30 września 1921 r., w Kruszniku w 21 budynkach mieszkalnych mieszkało 110 osób (52 mężczyzn i 58 kobiet). Wszyscy byli wyznania rzymskokatolickiego oraz narodowości polskiej.